# SCUM 선언서

첫 번째 상업판의 표시

《SCUM 선언서》(SCUM Manifesto)는 밸러리 솔라나스가 1967년 발표한 급진적 여성주의 선언서이다. 본 작품은 남성이 세상을 망치고 있으며, 그것을 바로잡을 수 있는 것은 여성이라고 주장한다. 그 목적을 달성하기 위하여 선언서는 사회를 전복하고 남성을 제거하는 모임인 SCUM 을 만들자고 제안한다. 영어로 최소 10번 이상 번각되었으며 13개 언어로 번역되었다. 일각에서는 《SCUM 선언서》가 가부장제에 대한 패러디와 풍자일 뿐이며 정말 남자를 공격하자는 선동은 아니라고 분석한다. 그러나 솔라나스 본인은 이 작품이 “놀리는 것(a put on)”이 아니며, 자신의 의도는 “정말 진지하다(dead serious)”고 주장했다.
"SCUM"이라는 단어는 올림피아 출판사에서 출판한 초판 표지에 "S.C.U.M."이라는 형태로 처음 나타나며, "남성거세 결사단체(Society for Cutting Up Men)"의 머릿글자라고 한다. 저자 솔라나스는 SCUM이 머릿글자라는 것을 부인하였으나, 나중에  《빌리지 보이스》(1967년 8월 10일호)와 나눈 서면 대화에서는 "남성거세 결사단체"라는 표현을 그대로 사용하였다. 솔라나스는 자기가 거주하던 호텔 첼시에서 SCUM을 결성하기 위한 모집대회를 여러 번 열려고 시도했으나 성공적이지 못했고, 10여년 뒤에는 그것이 "단순한 문학적 장치"였다고 우기게 된다. 아무튼 SCUM이 실체가 있는 단체로서 존재한 적은 한 번도 없었다.
《SCUM 선언서》는 솔라나스가 자비출판한 이후 무관심 속에 묻혀 있다가 1968년 그녀가 앤디 워홀 살인미수 사건을 일으키면서 저자 본인과 함께 유명세를 탔다. 일부 여성주의자들은 솔라나스를 변호하고 《SCUM 선언서》가 가부장제에 대한 유효한 비판이었다고 주장하지만, 다른 여성주의자들(예컨대 베티 프리댄 등)은 솔라나스의 시각이 지나치게 극단적이고 편협했다고 평가절하했다. 솔라나스가 워홀을 저격한 이유는 여전히 불확실하지만, 《SCUM 선언서》는 빈번하게 그 사건과 결부되고 있다.

## 같이 보기
- 급진적 여성주의